# Antoine Rignoux
Antoine Rignoux, né le 17 février 1771 à Wassy en Haute-Marne et mort le 9 septembre 1832 à Villenave-d'Ornon en Gironde, est un général français de la Révolution et de l’Empire.

## Biographie
Il entre en service le 25 avril 1791 comme soldat au 79e régiment d’infanterie. Grenadier le 21 décembre suivant, il sert à l'armée des Alpes entre 1791 et 1792 et est nommé par Kellermann sergent-major au bataillon de chasseurs des Hautes-Alpes le 16 juillet 1793. Le 25 novembre suivant, il est élu capitaine, et le 21 mars 1794, son bataillon intègre la 3e demi-brigade d’infanterie légère. De 1795 à 1797, il sert à l’armée d’Italie et est fait prisonnier par les Autrichiens le 29 juillet 1796 lors du combat de Salo. Libéré le 21 décembre 1796 par échange de prisonniers, il passe le 5 janvier 1797 dans la 11e demi-brigade d’infanterie légère au sein de la 6e division du général Rey. Il est blessé d'un coup de feu au pied droit le 20 mars 1797 lors de l’expédition du Tyrol.
Du 7 avril 1798 à 1801, Rignoux fait partie de l’armée d’Orient. Le 25 juillet 1800, il devient aide de camp du général Belliard. Le 26 février 1803, il est nommé chef de bataillon à la suite du 76e régiment d’infanterie de ligne et est affecté à l’armée de Hanovre, puis à l'armée des côtes de l'Océan en 1805. Il est fait chevalier de la Légion d’honneur le 14 juin 1804, et le 29 août 1805, il est affecté à la Grande Armée en Autriche. Il fait la campagne de Prusse et de Pologne en 1806 et 1806 et se distingue le 8 février 1807 sur le champ de bataille d’Eylau. Il est nommé colonel au 103e régiment d’infanterie de ligne le 26 février suivant.
De 1808 à 1813, il sert à l’armée d’Espagne. Le 19 novembre 1809 à la bataille d'Ocaña il se distingue particulièrement en entraînant son régiment dans une charge à la baïonnette. À la suite de laquelle il est élevé au grade d’officier de la Légion d’honneur le 17 décembre. Il est également créé baron de l’Empire le 31 janvier 1810. Il se distingue de nouveau lors du siège de Badajoz, qui capitule le 11 mars 1811. Il est promu général de brigade le 19 mai 1811 à l'armée du Midi en l'Espagne, et le 1er septembre de la même année, il prend le commandement de la 1re brigade de la 1re division d’infanterie de réserve. Il se fait remarquer le 12 septembre au combat de Pozo Alcón, d’où il ramène 600 prisonniers espagnols. Le 13 octobre, lors de l'expédition dite du camp de Saint-Roch (non loin de Gibraltar), il perd l'œil gauche lors d'un affrontement. Le 5 novembre, il commande la 1re brigade de la division d’infanterie du général Semellé et est nommé gouverneur de Séville par le maréchal Soult le 7 février 1812. 
Lors de la bataille de Vitoria, le 21 juin 1813, il commande une brigade de la division Villatte. Le 16 juillet 1813, il commande la 1re brigade de la 3e division d’infanterie et il a la cuisse gauche fracturée par un coup de feu le 25 juillet lors du passage du col de Maya. Il est nommé commandeur de la Légion d’honneur le 25 novembre 1813. Lors de la Première Restauration, il est fait chevalier de Saint-Louis par le roi Louis XVIII le 24 août 1814, puis mis en non-activité le 1er septembre suivant. Pendant les Cent-Jours, il est employé le 20 mars 1815 comme chef d’état-major du 8e corps de l’armée des Pyrénées. Remis en non activité le 1er août 1815, il est admis à la retraite par ancienneté de services le 19 mai 1819.
Le général Rignoux meurt le 9 septembre 1832, à Villenave d'Ornon.

## Dotation
- Le 17 mars 1808, donataire de 4 000 francs en Westphalie.

## Armoiries
| Figure | Nom du baron et blasonnement |
| ------ | --- |
|        | Armes du baron Antoine Rignoux et de l'Empire, décret du 19 mars 1808, lettres patentes du 31 janvier 1810, commandeur de la Légion d'honneur Écartelé au premier d'azur à la gerbe d'or ; au deuxième des barons tirés de l'armée ; au troisième de gueules, à deux chevrons superposés d'or ; au quatrième d'azur à la pyramide d'argent, adextrée en chef d'un croissant contourné du même - Livrées, bleu, rouge, jaune, blanc. |

## Sources
- (en) « Generals Who Served in the French Army during the Period 1789 - 1814: Eberle to Exelmans »
- Thierry Pouliquen, « Les généraux français et étrangers ayant servis [sic] dans la Grande Armée » (consulté le 23 novembre 2014)
- « La noblesse d’Empire » (consulté le 23 novembre 2014)
- « Cote LH/2330/64 », base Léonore, ministère français de la Culture
- Vicomte Révérend, Armorial du premier empire, tome 4, Honoré Champion, libraire, Paris, 1897, p. 142.
- Charles Théodore Beauvais et Vincent Parisot, Victoires, conquêtes, revers et guerres civiles des Français, depuis les Gaulois jusqu’en 1792, tome 26, C.L.F Panckoucke, janvier 1822, 414 p. (lire en ligne), p. 163.
- Antoine Jay, Etienne de Jouy et Jacques Marquet de Norvins, Biographie nouvelle des contemporains ou dictionnaire historique et raisonné de tous les hommes qui, depuis la Révolution française ont acquis de la célébrité par leurs actions…, tome 18, Paris, librairie historique, janvier 1823, 496 p. (lire en ligne), p. 31.
- (pl) « Napoléon.org.pl »
- Georges Six, Dictionnaire biographique des généraux & amiraux français de la Révolution et de l'Empire (1792-1814), Paris : Librairie G. Saffroy, 1934, 2 vol., p. 372